# Kjeld Seneca
Kjeld Seneca Jensen (ur. 16 grudnia 1950 w Odder) – duński piłkarz występujący na pozycji pomocnika.

## Kariera klubowa
Seneca karierę rozpoczynał w sezonie 1971 w drugoligowym zespole Aarhus GF. W tamtym sezonie awansował z nim do pierwszej ligi. W 1972 roku przeszedł do austriackiego Sturmu Graz. W Nationallidze zadebiutował 11 sierpnia 1972 w przegranym 1:2 meczu z Austrią Salzburg. W sezonie 1974/1975 wraz ze Sturmem dotarł do finału Pucharu Austrii.
W 1975 roku Seneca odszedł do niemieckiego Bayernu Monachium. W Bundeslidze zadebiutował 12 czerwca 1976 w wygranym 7:4 pojedynku z Herthą BSC. W sezonie 1975/1976 wygrał z zespołem rozgrywki Pucharu Mistrzów, a także zajął 3. miejsce w Bundeslidze. Zdobył też Puchar Interkontynentalny.
W 1977 roku Seneca wrócił do Sturmu, a w 1978 roku zakończył tam karierę.

## Kariera reprezentacyjna
W reprezentacji Danii Seneca zadebiutował 3 czerwca 1974 w przegranym 0:2 meczu Mistrzostw Nordyckich ze Szwecją. W latach 1974–1976 w drużynie narodowej rozegrał 5 spotkań.